# Strage di Dujail
La strage di Dujail è stata l'esecuzione di 148 civili iracheni come ritorsione a seguito del fallito attentato contro il dittatore iracheno Saddam Hussein nel 1982; dopo la sua cattura a seguito dell'invasione dell'Iraq del 2003, Saddam venne deposto e processato per questo crimine e condannato a morte per impiccagione.

## Storia
Durante una visita nella cittadina di Dujail l'8 luglio 1982 Saddam fu accolto  dal sindaco di allora, Abdullah Ruwaid, e dai dirigenti locali del partito Baath e, al termine di una cerimonia ufficiale, quando Saddam e la delegazione salirono in auto per ripartire, il convoglio venne fatto oggetto di diverse raffiche di mitra partite da alcune fattorie. Saddam rimase illeso e alcune guardie del corpo vennero ferite. Subito dopo vennero individuati i cinque attentatori che furono giustiziati sul posto dal servizio di sicurezza.
Il giorno dopo venne inviato nel villaggio un contingente della Guardia repubblicana che arrestò 450 persone di diverse età, tra cui numerosi anziani, donne e ragazzi anche molto giovani; di queste, 148 persone vennero condannate a morte. Le fattorie da dove erano partite le raffiche vennero rase al suolo.

## Conseguenze
Dopo l'invasione dell'Iraq del 2003 Saddam venne deposto e processato insieme ad altri; il processo ebbe inizio il 19 ottobre 2005 e si concluse il 5 novembre 2006 con la condanna a morte per impiccagione per crimini contro l'umanità insieme al fratellastro Barzan al Tikriti e all'ex capo del tribunale che pronunciò la condanna a morte per i 148 abitanti di Dujail, Awad al Bander. Vennero invece condannati all'ergastolo l'ex vice presidente Taha Yassin Ramadan, uno degli esponenti di punta del partito, e a quindici anni il sindaco, suo figlio e un dirigente locale, Ali Deem Ali. L'unico degli otto imputati assolto, come aveva chiesto il pubblico ministero, fu Mohammed Azawi Ali. Saddam ammise durante il processo di avere approvato la condanna a morte dei 148 ritenuti responsabili del fallito attentato. Barzan al Tikriti, venne ritenuto responsabile, come capo del Mukhabarat, il servizio segreto iracheno, della morte di migliaia di persone torturate dai suoi uomini;  Abullah Kathim Rawaid, Ali Dayih Ali e Mizhir Abdullah Kathim Ruwaid, tutti funzionari del Baath a Dujail, vennero condannato a 15 anni di carcere.

## Influenza culturale
- Casa Saddam: miniserie televisiva britannico statunitense del 2008